# Tickfaw
Tickfaw ist ein kleines Dorf im Tangipahoa Parish im US-amerikanischen Bundesstaat Louisiana. 
Der Ort hat 617 Einwohner (Stand 2000) und eine Fläche von 4 Quadratkilometer. Tickfaw liegt 8 Kilometer nordwestlich von Hammond und 16 Kilometer nordwestlich von Ponchatoula.